# Clemencia Hardisson Wouters
Clemencia Hardisson Wouters (San Cristóbal de La Laguna, 1908-2000) fue una aristócrata franco-belga, activista antifascista y por los derechos humanos, vecina del barrio de Santa María de Gracia de la ciudad de La Laguna.

## Biografía
Nació en 1908 en La Laguna. Su familia llegó a Canarias a principios del siglo XIX procedente de Francia. Su madre, Clemencia Wouters, era baronesa de Coppers y estaba vinculada a cinco Casas Reales Europeas. Y su padre, Augusto Sabin Hardisson, era descendiente de nobles de Casais,y consignatario de una naviera francesa en Santa Cruz de Tenerife.Su familia estaba muy vinculada a la burguesía económica de la Isla, y logró hacerse con multitud de terrenos y propiedades, algo que permitió a Clemencia disfrutar de la mejor educación posible y una vida acomodada.
Entre los actos más destacables en su infancia y juventud, con tan solo 7 años en abril de 1915, participó en un festival de apoyo a huérfanos belgas,en 1929 fue elegida reina de la belleza de Santa Cruz de Tenerife -ahora conocido como miss Tenerife-, y realizó el saque de honor de un partido de fútbol entre el CD Tenerife y el Marino.

### Trayectoria antifascista
Su familia apoyó a la comunidad belga ante la incursión violenta alemana en su país en la I Guerra Mundial.Conocida como la condesa roja, su posición aristócrata y burguesa le permitió tener contactos tanto fascistas y franquistas, como comunistas, rojos o republicanos. Y siempre utilizó sus contactos y privilegios para el beneficio de las personas desfavorecidas.
Vinculada a los círculos intelectuales de izquierda, era habitual en las tertulias literarias de la época.La noche previa al golpe de Estado por parte de Francisco Franco, se encontraba en el homenaje a Adolfo Bécquer en el Círculo de Bellas Artes de Santa Cruz, un lugar muy transitado por la izquierda tinerfeña como lo fue también el Orfeón de la Paz o el propio Ateneo.</ref>
Se la relacionó con figuras contrarias al régimen con ideas republicanas, comunistas o incluso anarquistas.Y comenzó a llamar la atención de las fuerzas del orden fascistas que azoraban ya la isla durante la Guerra Civil. Fue a partir de los paseos con el ex rector de la Universidad de La Laguna, Maynar, que comenzó a despertar la inquietud del régimen. Sin embargo, la gota que pudo colmar el vaso fue su conexión con Juan José de Luque, ingeniero anarquista, director de las Junta de Obras del Puerto de Santa Cruz de Tenerife y vinculado al Sindicato de Tabaqueros y la Confederación Nacional de Trabajadores, con quien mantenía una íntima relación desde 1931. Cuando este marchó a Barcelona, se convirtió en difusora de los materiales que de Luque le enviaba desde la península. Esto llevó a encender las alertas dentro de las autoridades franquistas.

### Cárcel y exilio
Fue considerada una persona muy peligrosa para las autoridades fascistas, por ser miembro del Servicio de Inteligencia Secreto británico. Fue llevada presa el 31 de diciembre de 1937 a la prisión ubicada en la calle San Miguel de Tenerife. En dicha cárcel compartirá estancia con más de 150 presas políticas, entre ellas, Blanca Ascanio Moreno, la maestra roja. Fue puesta en libertad el 27 de marzo de 1939. Hay creencias de que su puesta en libertad fue motivada por su relación con el primo y biógrafo de Francisco Franco, Franco Salgado-Araujo. Una vez liberada se le sometió a arresto domiciliario con vigilancia policial. Una vigilancia que de una manera u otra consiguió saltarse en repetidas ocasiones jugando al pilla-pilla con las autoridades franquistas.
El arresto domiciliario y la creciente fuerza de la represión la llevó a marchar a Bélgica primero y más tarde a Francia, lugar donde se estaba viviendo por ese entonces la entrada de las tropas alemanas nazis en el país. Desde 1939 a 1945 trabajó para la Cruz Roja. Y en concreto en el año 40 se alistó a la resistencia francesa, un acto que el General de Gaulle le reconoció otorgándole la insignia de la Legión de Honor en el año 45.

### Labor filantrópica en Tenerife
A partir de los años 60 del siglo XX realizó una labor filantrópica, donando y regalando parte de sus tierras situadas en el barrio lagunero de Santa María de Gracia, a las personas con menos recursos. Muchos vecinos recuerdan cómo les ayudó con el trabajo de sus familiares y con la aportación de materiales para la construcción de sus viviendas o a través de sus contactos dentro de la alta sociedad insular.Cedió, además, los terrenos donde hoy están construidos el IES Domingo Pérez Minik, el Museo de la Ciencia y el Cosmos, el Instituto Astrofísico de Canarias o el Centro Ciudadano del barrio, donde tenía la ilusión de construir una escuela.
“Era una bellísima persona y casi todos los terrenos en los que vivimos en el barrio fueron regalados por ella a los vecinos, que solo tuvieron que pagar cinco pesetas de aquella época por las escrituras. Creo que toda la gente antigua del barrio, que mucha ya ha fallecido, tiene sus casas gracias a ella”, vecina en el homenaje realizado en 2021.

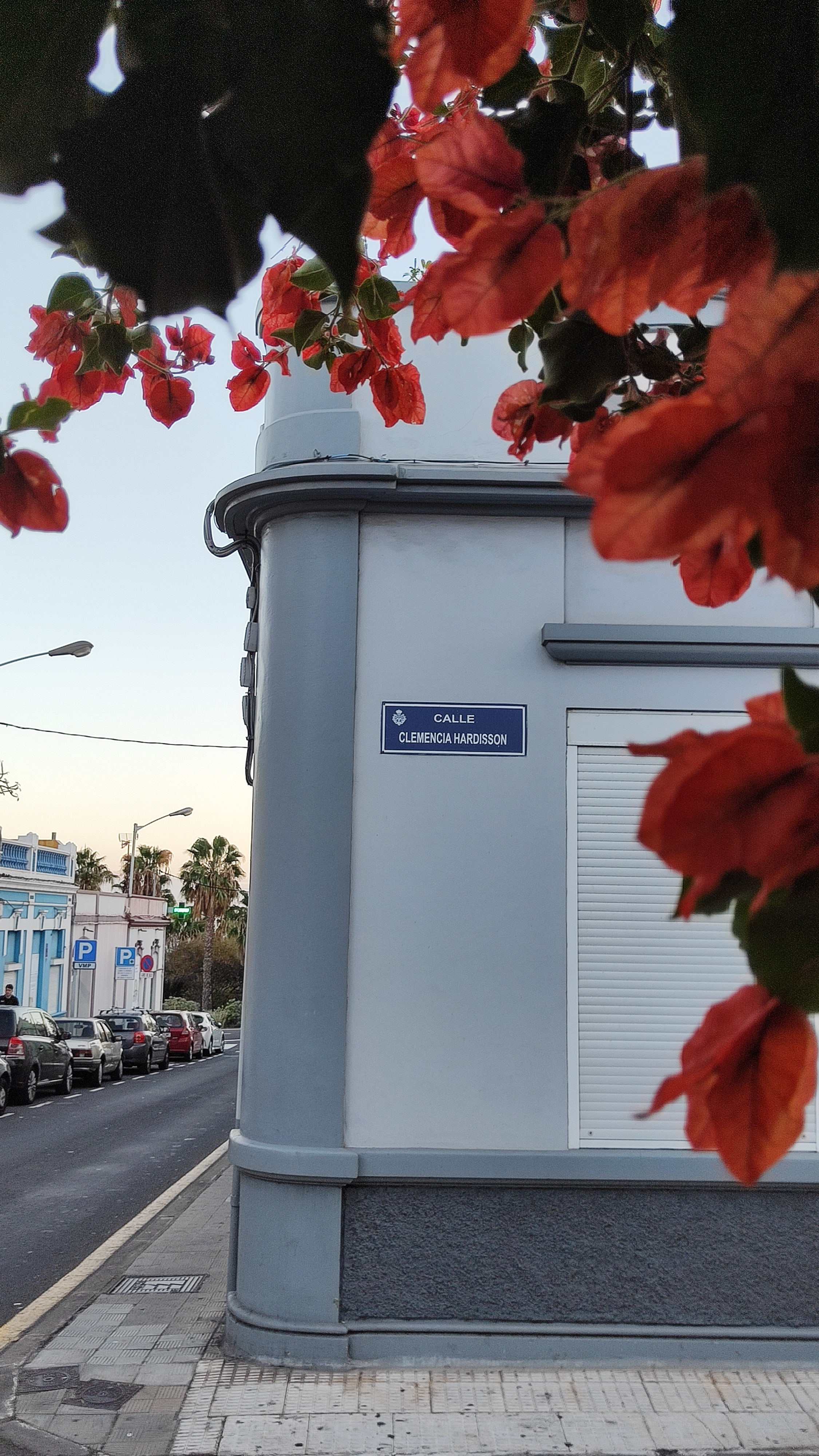
Calle Clemencia Hardisson en Santa Cruz de Tenerife

Falleció en el año 2000 dejando una huella imborrable para muchas familias de la Isla y contando, por ejemplo, con dos calles a su nombre tanto en Santa Cruz de Tenerife como en La Laguna.

## Premios y reconocimientos
- 1929 Reina de la belleza de Tenerife.[8]
- 1945 Recibió la insignia de la Legión de Honor francesa.[8]
- Una calle en Santa Cruz de Tenerife lleva su nombre.[2]
- Una calle de San Cristóbal de La Laguna lleva su nombre.[10]
- 2021 Homenaje y asignación de su nombre a un recurso de Acogida Municipal (RAM) de La Laguna.[11][12]
- 2023 Cabildo de Tenerife le nombra hija predilecta, a título póstumo.[13]

## Vida personal
En la década de los 40 volvió al domicilio familiar en Gracia y se centró en la crianza de su hijo Florencio,nacido en 1947. Su relación con de Luque terminó un tiempo antes.